# 超!A&Gミュージック+金曜日
超!A&Gミュージック+金曜日とは超!A&G+で2008年4月11日より2009年2月6日まで放送していたA&G（アニメ・ゲーム）系の音楽番組で月曜から金曜の帯ベルト『超!A&Gミュージック+』の金曜日の企画で放送されていた。番組の進行役はA&Gアカデミー卒業生の橋詰知久が担当していた（毎月月頭月曜基準の金曜日更新のため、月によっては第1金曜が前月分のリピート放送になっていた事もあった。）。

## 番組内容
2008年4月分 - 2008年9月分
2008年10月分 - 2009年2月分
若干番組内容がリニューアルされた。
- イントロ予告クイズ
  - 前の月放送分エンディング前に来月分の1曲目にかかるアニメソングのイントロを出題。進行役である橋詰もクイズに挑戦している。
- 毎月のテーマにちなんだアニメソング紹介
  - 月ごとにテーマの変わるアニメソングをフルコーラスで放送している。1曲目がかかった後にはイントロ予告クイズの正解である曲名とアーティスト名を発表している。

※番組内のジングルは人気アニメの名作セリフを橋詰が再現してしゃべっている。

## 放送時間
- 2008年4月11日 - 2008年10月3日
  - 初回放送：金曜日16:00 - 17:00
  - リピート放送：土曜日：6:00 - 7:00（1回目）、日曜日：23:00 - 24:00（2回目）

- 2008年10月10日 - 2009年2月1日
  - 初回放送：金曜日16:00 - 17:00
  - リピート放送：土曜日：6:00 - 7:00（1回目）、日曜日：24:00 - 25:00（2回目）

- 2009年2月6日 - 2009年3月2日
  - 初回放送：金曜日16:00 - 17:00
  - リピート放送：土曜日：6:00 - 7:00（1回目）、月曜日：15:00 - 16:00（2回目）